# Myriophyllum gracile
Myriophyllum gracile är en slingeväxtart som beskrevs av George Bentham. Myriophyllum gracile ingår i släktet slingor, och familjen slingeväxter.

## Underarter
Arten delas in i följande underarter:
- M. g. laeve
- M. g. lineare